# Danmarks Radio

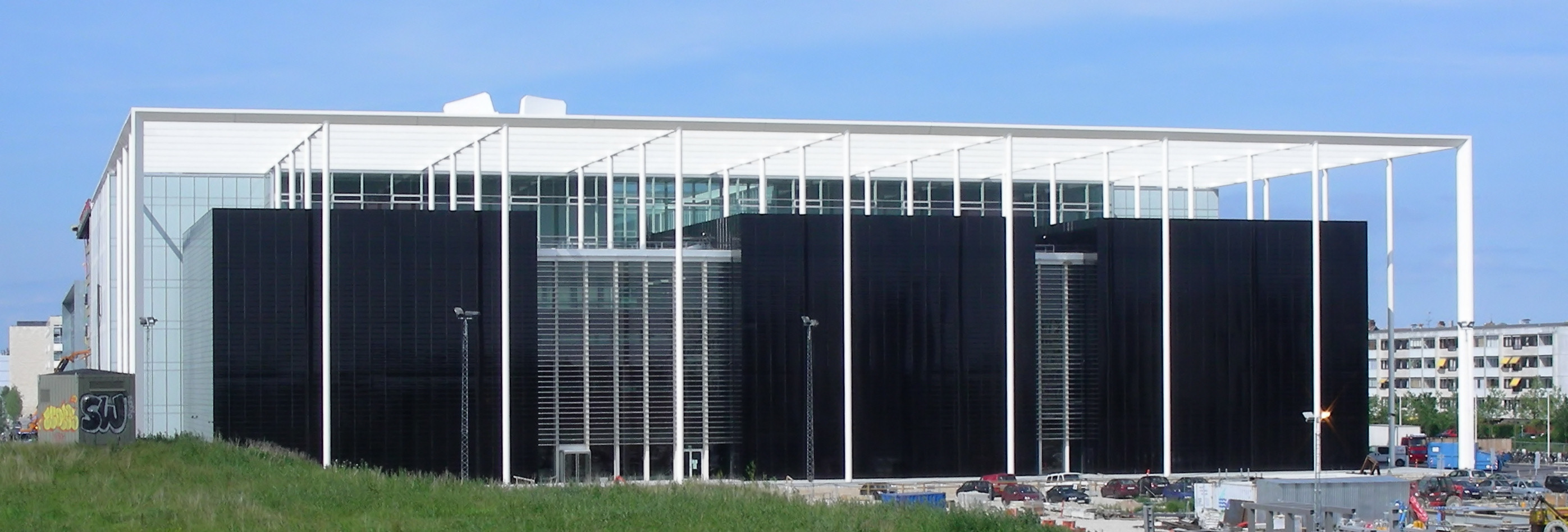
"DR Byen", het hoofdkwartier van DR in de Kopenhaagse wijk Ørestad

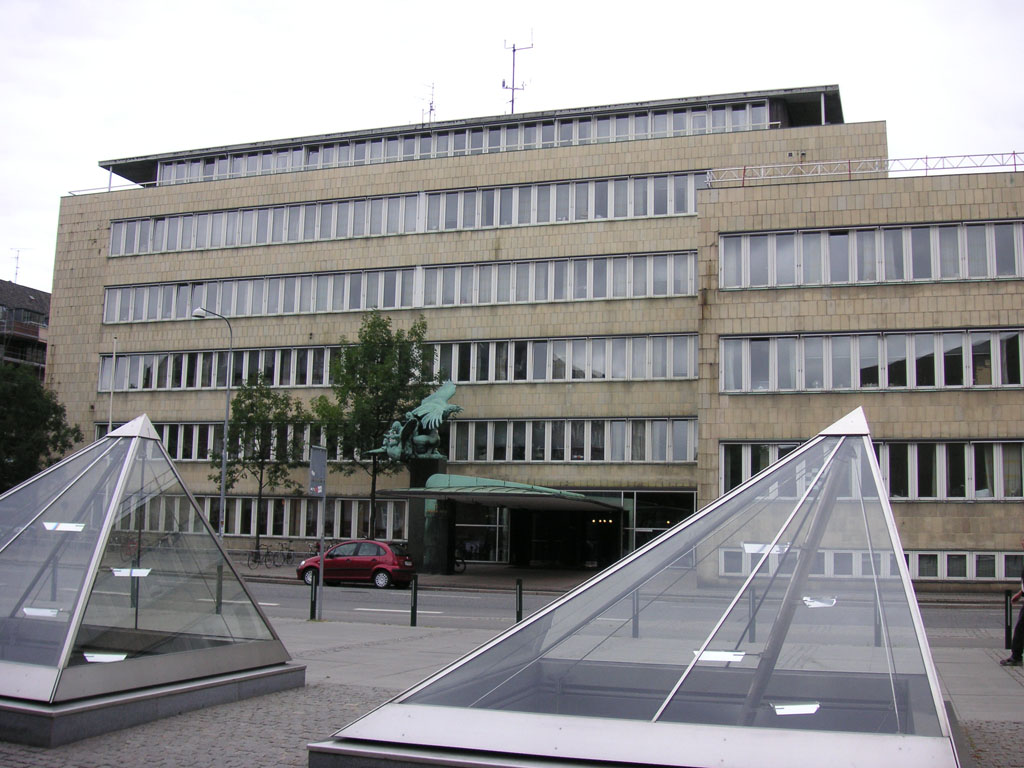
"Radiohus", het oude hoofdkwartier in Kopenhagen

Danmarks Radio (afkorting: DR) is de publieke omroep van Denemarken, opgericht in 1925.
DR heeft vier FM-radiozenders, twee AM-zenders, zestien DAB-zenders, zes televisiezenders en een aantal aanvullende webradiozenders.

## Radiozenders

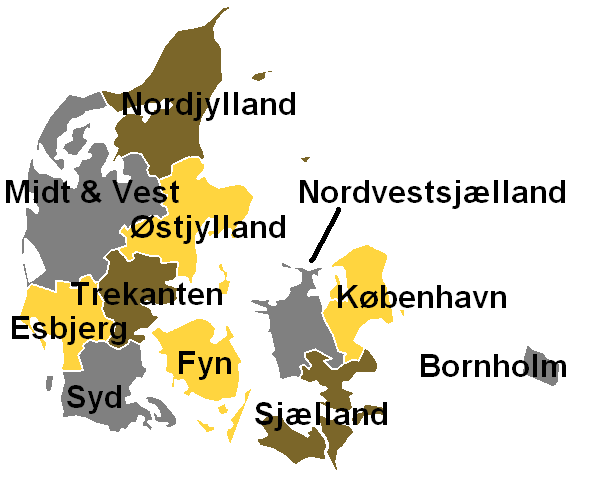
Kaartje van P4's stations in 11 regio's.

### FM
- P1: nieuws en achtergronden
- P2: klassieke muziek, cultuur en jazz
- P3: hitradio en belangrijke sportevenementen
- P4: netwerk van elf regionale zenders: Nordjylland, Mid & Vest, Østjylland, Trekanten, Esbjerg, Fyn, Syd, Nordvestsjælland, København, Bornholm, en Sjælland met een mix van populaire muziek en lokaal en nationaal nieuws.

### AM
- P5 via middengolf (1062 kHz, 4.50–0.30u): overname programma P3 (in de middaguren P4-Kopenhagen), plus uitgebreide weer-, scheepvaart- en marktberichten en nieuws in het Engels en migrantentalen
- P6 via lange golf (243 kHz, 5.35–0.30u): overname P1 (in de vroege ochtend P2), plus uitgebreide weer-, scheepvaart- en marktberichten

### DAB
DR geeft de volgende zenders door via DAB:
- Muziek:
  - DR Boogieradio
  - DR Jazz
  - DR Klassisk
  - DR Rock
  - DR Soft

- Nieuws:
  - DR Nyheder: non-stop nieuws

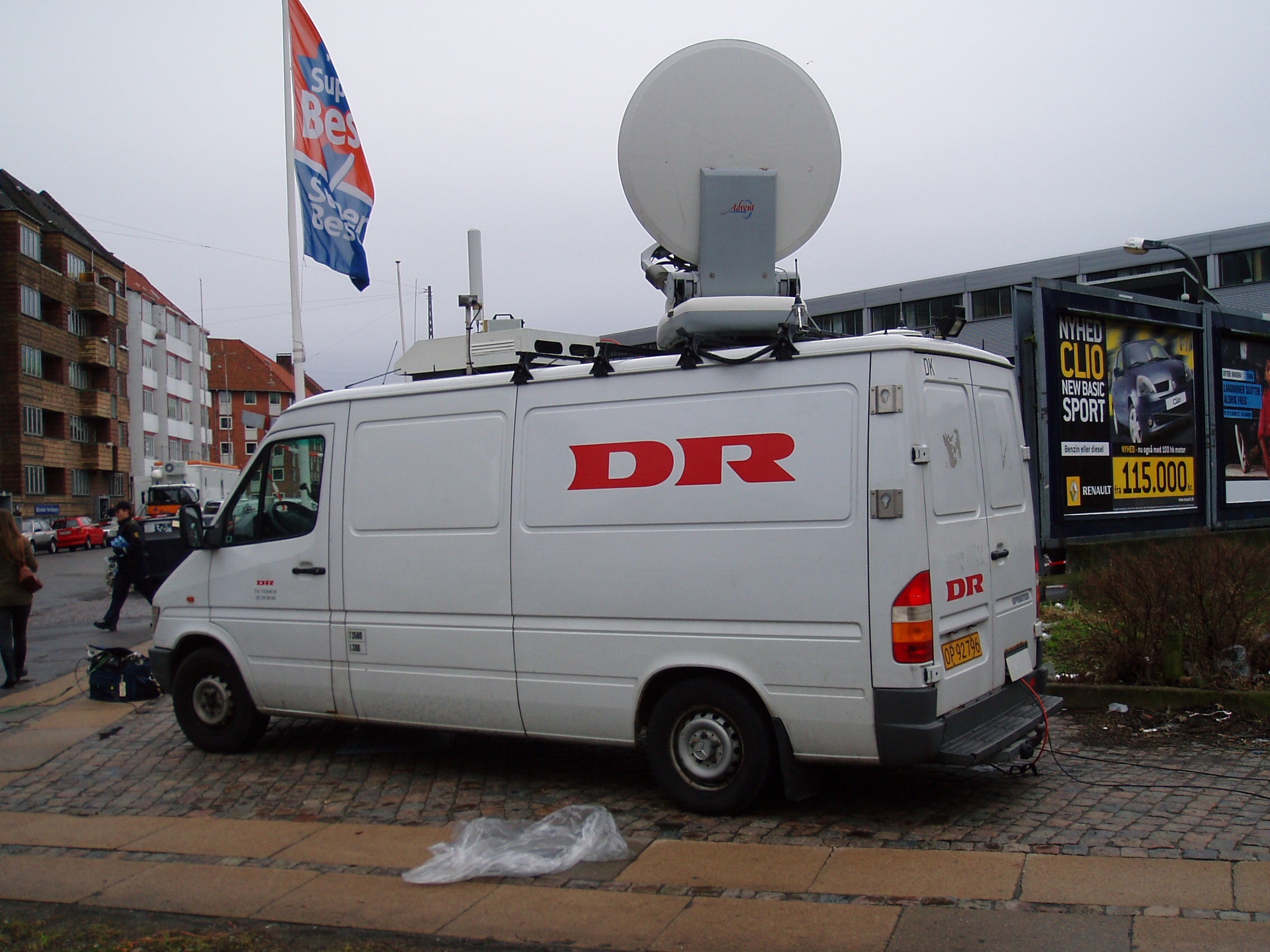
Een van DR's reportagewagens

  - DR Politik: rechtstreeks verslag van parlementsvergaderingen
  - DR Sport
- Overig:
  - DR Barracuda: radio voor 7- tot 13-jarigen
  - DR Event: achtergronden en rechtstreekse verslaggeving van belangrijke nationale evenementen
  - DR Gyldne Genhør: herhalingen van drama, comedy en populaire muziek uit de radio-archieven van DR
  - DR Kanon Kamelen: verhalen en liedjes voor 3- tot 6-jarigen
  - DR Kultur
  - DR Litteratur
  - P1
  - P3

### Webradio
Daarnaast heeft DR nog een aantal radiozenders die uitsluitend via internet te ontvangen zijn:
- DR Allegro
- DR Barometer
- DR Country
- DR Dansktop
- DR Elektronica
- DR Evergreen
- DR Folk
- DR Hip Hop
- DR Modern Rock
- DR R&B
- DR World

## TV
Sinds januari 2020 DR heeft drie televisiezenders: DR 1, DR 2 en DR Ramasjang.
- DR 1 zendt een zeer breed spectrum van programma's uit. Naast nieuws- en actualiteitenprogramma's is er ruimte voor entertainment. De zender is vergelijkbaar met VRT 1 in Vlaanderen en NPO 1 in Nederland.
- DR 2 is een zender à la VRT CANVAS of NPO 2. De zender zendt voornamelijk experimentele komedie en documentaires uit. Iedere zaterdag is er op de zender een nieuwsbulletin in het Groenlands te zien (Nyheder fra Grønland), geproduceerd door de Groenlandse omroep Kalaallit Nunaata Radioa (KNR) (Nederlands: Groenlands Nieuwsradio). Sinds 2 januari 2020 herbergt het DR 2-kanaal ook de DR K-programma's sinds de laatste fuseerde met DR 2 vanwege de sluiting van DR K.
- DR 3 is een kanaal vergelijkbaar met NPO 3, dat wil zeggen, het is een kanaal gericht op jonge volwassenen van 15 tot 39 jaar wiens programmering gericht is op amusement door middel van fictie, humor, muziek, wetenschap en sport. Sinds 2 januari 2020 stopte DR 3 met uitzenden op televisie, maar is volledig een digitaal kanaal en biedt alleen online programma's aan.
- DR K was een zender die Deense culturele programma's uitzond.[1] Deze zender is het best vergelijkbaar met de Nederlandse zender NPO 2. Het sloot op 2 januari 2020 en werd later samengevoegd met DR 2.
- DR HD was het HD-kanaal van DR. Het zond vooral natuurprogramma's, documentaires en sportevenementen uit.[2] Het bestaat niet meer en werd in 2013 vervangen door DR 3.
- DR Ramasjang is het kanaal voor kinderen onder de 7 jaar oud. Dit kanaal is vergelijkbaar met de Nederlandse zender NPO Zappelin en de Vlaamse zender Ketnet Junior. De term "Ramasjang" is Deens kinderachtig jargon dat "heckling" betekent.
- DR Ultra was ook een kanaal voor kinderen, maar van 7 tot 12 jaar oud. Dit kanaal is vergelijkbaar met de Nederlandse zender NPO Zapp en de Vlaamse zender Ketnet. Het sloot in januari 2020 en werd een volledig digitaal kanaal.
- DR Update is het nieuwskanaal van DR. Nieuwsitems worden iedere tien minuten opnieuw uitgezonden. Hierdoor is het minder populair dan bijvoorbeeld het TV 2 News.[3] Deze zender is vergelijkbaar met de voormalige Nederlandse zender NPO Nieuws. Het bestaat echter niet meer sinds maart 2013 en is daarom vervangen door DR Ultra.